# Iglesia de San Sebastián (Cuzco)
La Iglesia de San Sebastián es un templo ubicado en el distrito de San Sebastián, ciudad del Cusco. Está bajo propiedad de la Iglesia católica y fue declarada como Patrimonio Cultural de la Nación del Perú mediante la R.S.Nro.2900-72-ED el 28 de diciembre de 1972.

## Historia

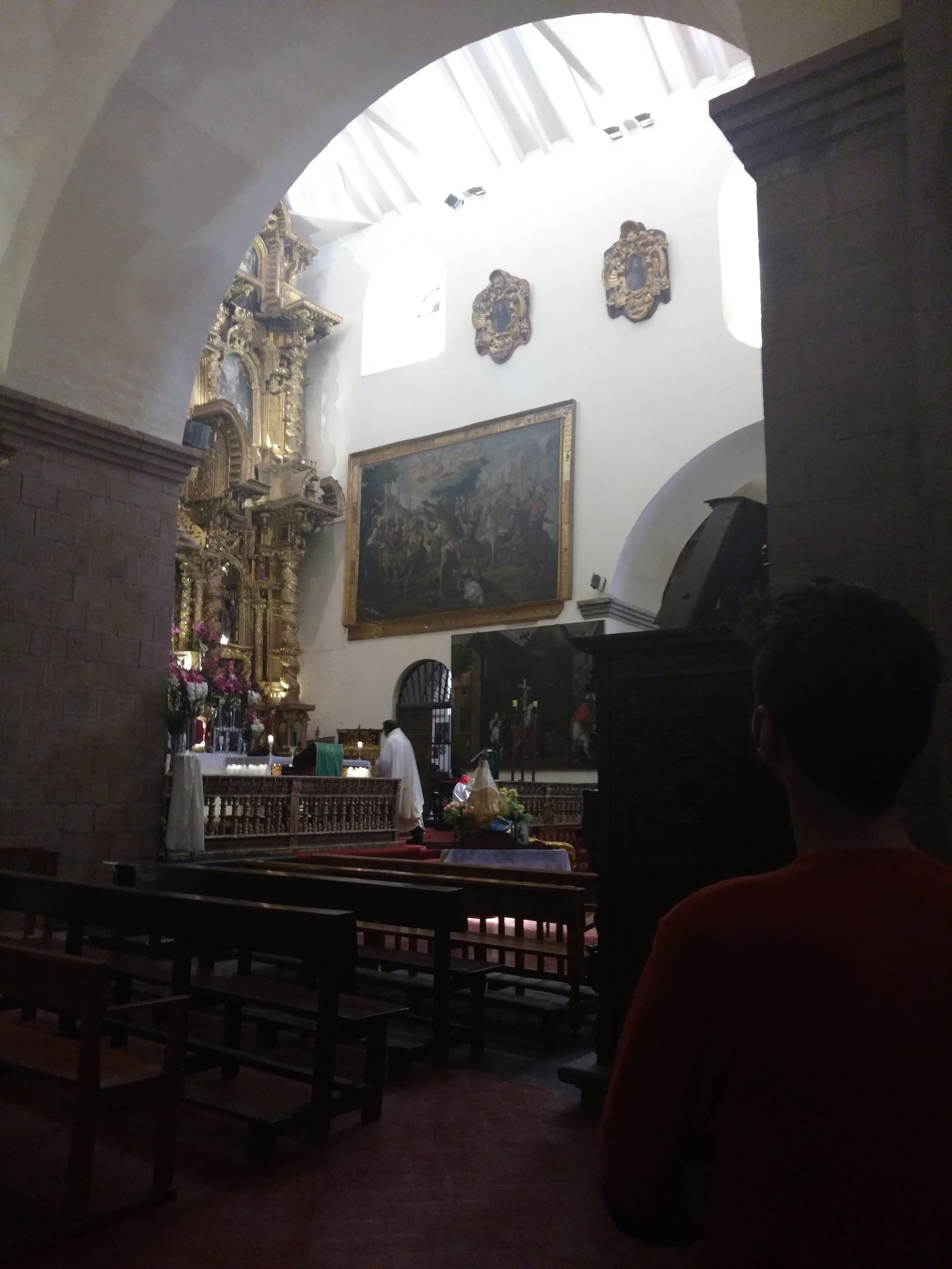
Vista interior de la iglesia antes del incendio con una de las pinturas de Diego Quispe Tito al lado del altar

Empezó a construirse a mediados de 1560 y concluyó en 1799. La fachada era similar a la catedral de Cusco. Fue construido con base en adobe y piedra.
La iglesia albergaba pinturas de Diego Quispe Tito.
El templo y su pinacoteca fueron integralmente restaurados por el Ministerio de Cultura en el año 2013.
El 16 de septiembre de 2016 en la madrugada, un incendio destruyó el altar así como esculturas y lienzos. La estructura de la iglesia fue declarada inhabitable.
Reconstrucción del retablo
A raíz del incendio que consumió el retablo mayor, pinturas, esculturas y gran parte del interior de la iglesia, en 2017 el Arzobispado del Cusco, encargó la elaboración del proyecto de restitución del retablo mayor a los Artesanos Don Bosco de Chacas. Luego de hacer modelos a pequeña escala y digitalizar fotos del antiguo retablo; los trabajos iniciaron en junio de 2018, son 15 los artesanos que se dedican a la obra, que se culminará en 2021. Son dirigidos por un arquitecto italiano y el maestro Teodorico Tafur, quien participó en la restauración del Retablo Mayor de Chacas.

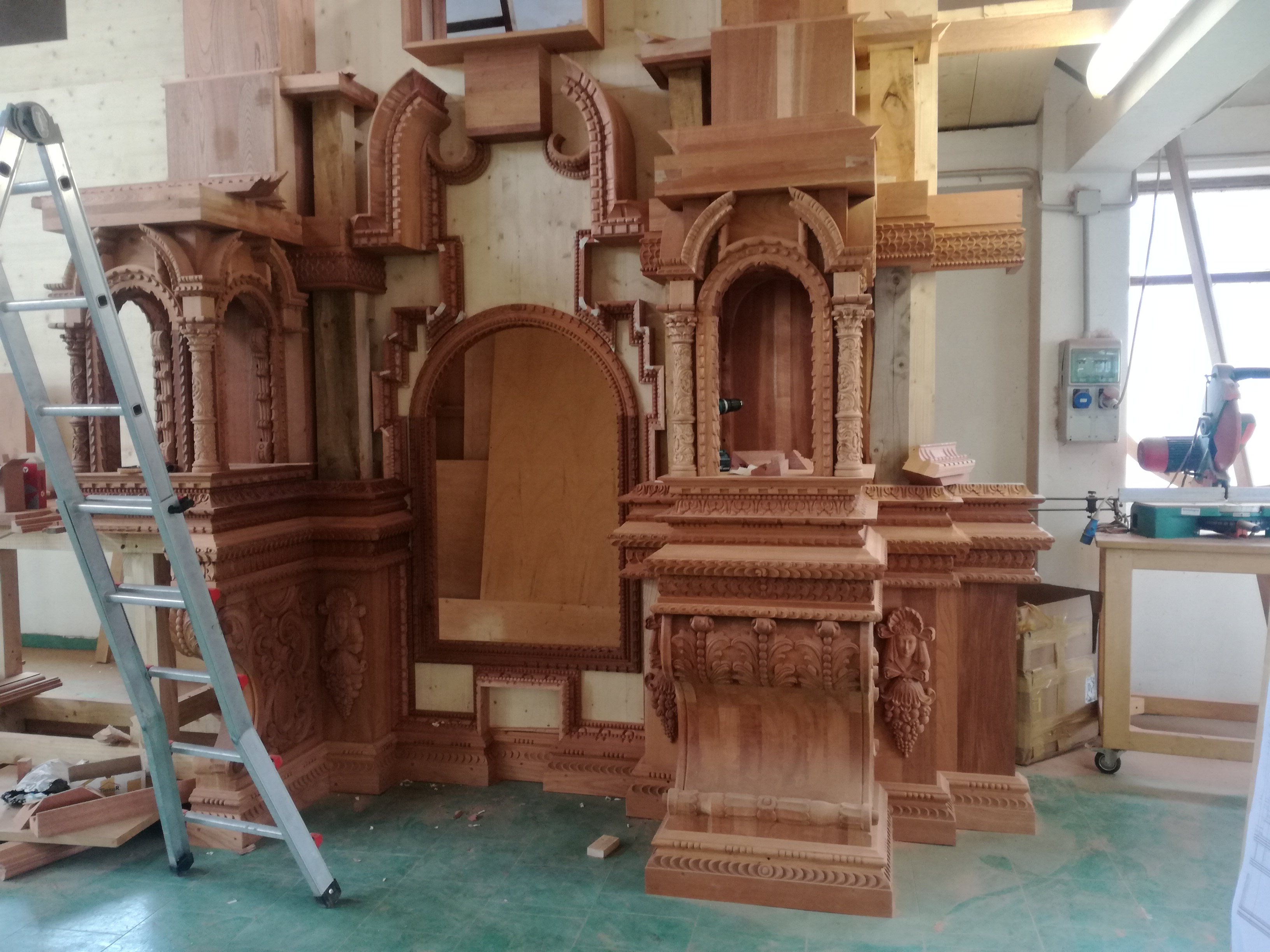
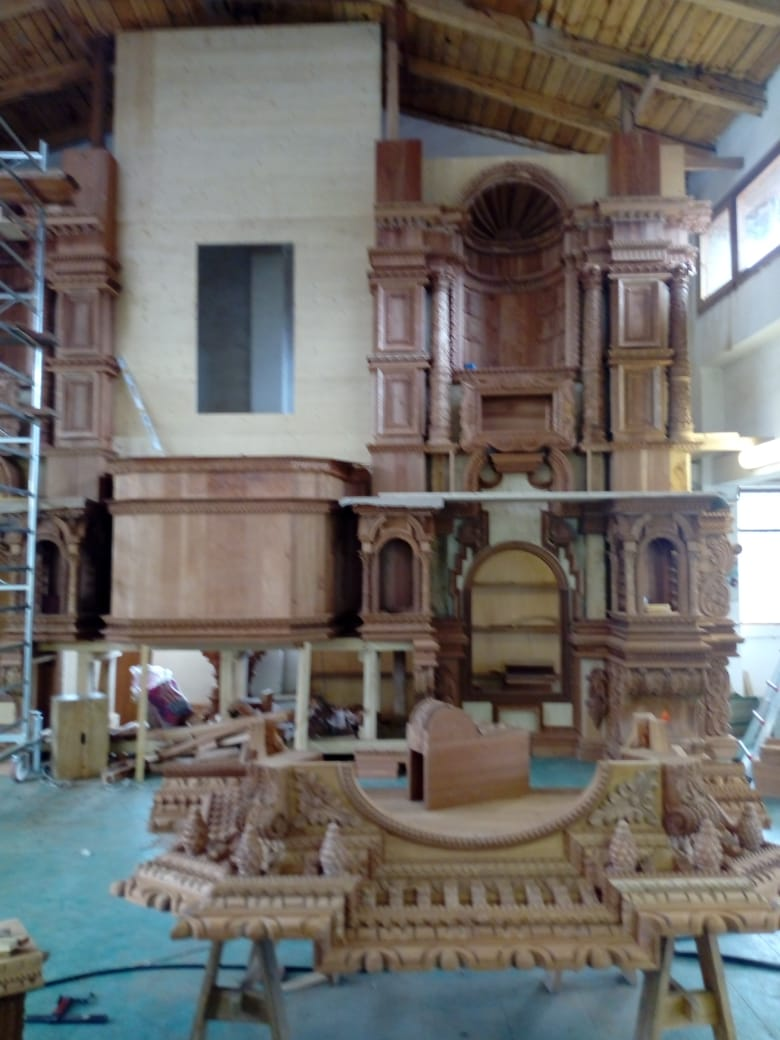
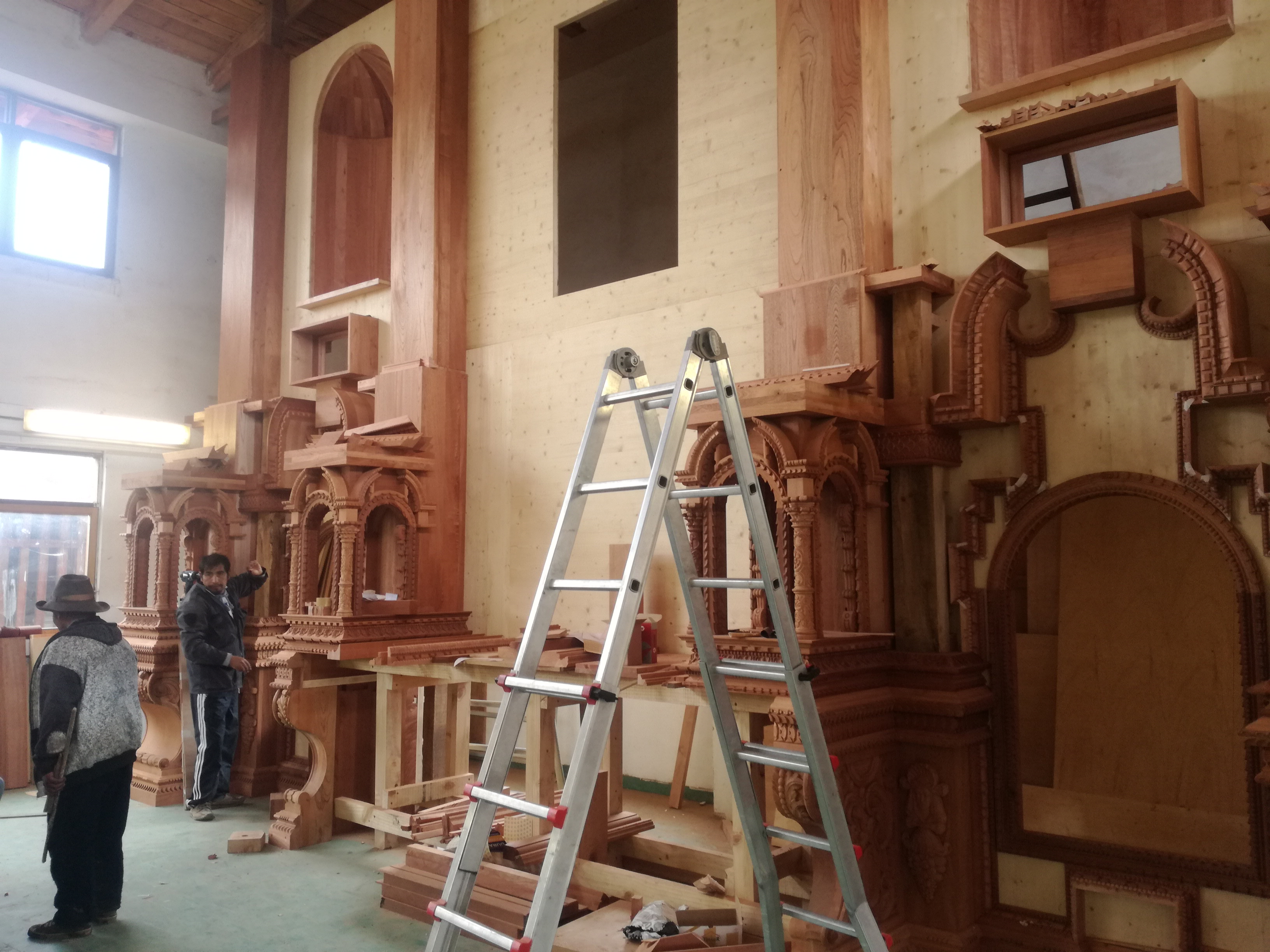